# Mikołaj Ustrzycki
Mikołaj Ustrzycki herbu Przestrzał – kasztelan przemyski w latach 1687–1693, stolnik przemyski w 1685 roku, podstarości przemyski w latach 1673–1683 i 1652–1659, stolnik żydaczowski w latach 1673–1683, pisarz grodzki przemyski w latach 1668–1674, starosta przemyski w latach 1683–1685, sędzia kapturowy ziemi przemyskiej w 1668 roku.

## Życiorys
Był elektorem Michała Korybuta Wiśniowieckiego z ziemi przemyskiej w 1669 roku. Był marszałkiem sejmików województwa ruskiego w 1673, 1674 roku. Podpisał pacta conventa Jana III Sobieskiego w 1674 roku. Poseł ziemi przemyskiej na sejm grodzieński 1678–1679 roku. Poseł na sejm 1688 roku z województwa ruskiego.